# Okop (szczyt)
Okop (388 m n.p.m.) – szczyt nad Braciejową na Pogórzu Strzyżowskim. Na północno-zachodnim ramieniu góry znajdują się pozostałości grodu "Głodomank" (IX-X w.).

## Ochrona przyrody
- Specjalny obszar ochrony siedlisk Natury 2000 "Las nad Braciejową"[1]
- Obszar Chronionego Krajobrazu Pogórza Strzyżowskiego[2]

## Szlaki znakowane
- Szlak turystyczny pieszy: Dębica – Łysa Góra (376 m) – Okop – Kamieniec (454 m) – Grudna Górna – Klonowa Góra (488 m) – Bardo (534 m) – Wiśniowa – Jazowa – Czarnówka (491 m) – Rzepnik – Królewska Góra (554 m) – Odrzykoń
- Szlak Partyzancki II Zgrupowania Armii Krajowej Obwodu Dębica (pieszy): Gumniska – Dębniak (ok. 400 m) – Polana Kałużówka – Braciejowa – Okop – Gumniska[3]